# Château d'Alcalá de Guadaíra
Le château d'Alcalá de Guadaíra est une forteresse située au-dessus de la ville d'Alcalá de Guadaíra, dans la communauté autonome d'Andalousie en Espagne. Il se situe dans un méandre de la Guadaíra.
Il est également connu sous les noms de "Recinto amurallado" ou "Recinto fortificado". Il s'agit d'un grand complexe fortifié situé sur le Cerro del Castillo qui comprend différents espaces qui sont d'ouest en est : le château lui-même, les murs de la vieille ville médiévale, la citadelle de la Torre Mocha et ses murailles.

## Protection
Le château fait l’objet d’un classement en Espagne au titre de bien d'intérêt culturel depuis le 4 avril 1924.

### Sources
- (es) Cet article est partiellement ou en totalité issu de l’article de Wikipédia en espagnol intitulé « Castillo de Alcalá de Guadaíra » (voir la liste des auteurs).